# CLPython
CLPython је имплементација програмског језика Пајтон написан у ЦЛ-у.